# Maria Luisa Garoppo
Maria Luisa Garoppo (Casale Monferrato, 18 agosto 1933 – Roma, 25 aprile 1990) è stata un'attrice, sceneggiatrice e personaggio televisivo italiana.

## Biografia
Si diplomò presso il liceo classico casalese Cesare Balbo e prese a lavorare nella tabaccheria del padre, nella sua città: Casale Monferrato.
Giunse alla notorietà, poco più che ventenne, nel 1956, allorché partecipò alla nota trasmissione televisiva a quiz Lascia o raddoppia?, condotta da Mike Bongiorno, rispondendo alle domande in materia di tragedia greca. Ragazza di bell'aspetto, piuttosto formosa, detta "miss globuli rossi" per il suo impegno come donatrice di sangue, si presentava vestita solitamente con abiti attillati che ne disegnavano marcatamente le curve e divenne subito un sex symbol, tanto da indurre la Rai ad imporle di fasciarsi il seno. Partecipò vittoriosamente alla trasmissione fino alla puntata finale, quando, rispondendo correttamente all'ultima domanda, si aggiudicò il monte premi di 5.120.000 lire, 
Dopo la fama raggiunta in televisione, si dedicò per breve tempo al cinema, partecipando come attrice al film La spada della vendetta (1961), diretto da Luigi De Marchi, e poi come sceneggiatrice (insieme a Mario Guerra) del film di produzione italo-spagnola I promessi sposi (1964), diretto da Mario Maffei. Si dedicò poi al teatro e al varietà.
Nel 1984 si sposò con Renato Leone. Visse a Roma fino al 1990, quando, appena cinquantaseienne, morì colpita da infarto.